# Formato de rádio
Formato de rádio, formato radiofônico ou formato de programação é conjunto de regras e elementos que definem o conteúdo de programação de uma estação de rádio. O formato de rádio ganhou força principalmente nos Estados Unidos dos anos 1950, em um momento no qual o rádio foi forçado pela competição com a televisão a desenvolver abordagens novas e exclusivas para a programação. A partir de então, a fórmula espalhou-se como referência para programação radiofônica comercial em todo o mundo.
Um formato de rádio visa a atingir uma audiência mais ou menos precisa de acordo com determinado tipo de programação, que pode ser temática ou generalistas, mais informativa ou mais musical, entre outras possibilidades. Os formatos de rádio são frequentemente empregados como ferramenta de marketing e estão sujeitos a mudanças frequentes.
Exceto nos formatos de notícias, entrevistas e esportes, a maioria dos formatos conta com uma programação dedicada principalmente para a música de estúdio lançada comercialmente. Contudo, o termo formato de programação também abrange notícias, entrevistas de DJs, jingles, comerciais, competições, notícias de trânsito, boletins esportivos, previsão do tempo e anúncios da comunidade entre os itens musicais.
Ao longo de seu desenvolvimento histórico, a indústria de rádio dos Estados Unidos mudou seus formatos radiofônicos não apenas para competir com as formas mais novas e competitivas de meios de entretenimento, como a televisão, bem como para satisfazer os gostos contemporâneos do público estadunidense e obter lucros atendendo às necessidades de entretenimento destes de forma mais suficiente para o benefício de todas as partes envolvidas. Com efeito, o mesmo ocorreu em outras parte do mundo.

## História
Até antes da Segunda Guerra Mundial, as estações de rádio da América do Norte e da Europa adotavam quase sempre um formato de rádio generalista. No entanto, os Estados Unidos testemunharam o crescente fortalecimento da televisão ante o rádio como o grande meio de entretenimento de massas no país no final da década de 1940. A televisão estadunidense possuía mais recursos financeiros para produzir programas generalistas que provocou a migração de inúmeros talentos das redes de rádio para o novo meio. Sob essa nova realidade, o rádio foi pressionado a buscar alternativas para se manter sua audiência e relevância cultural.
Como resultado, começaram a surgir rádios AMs nos Estados Unidos e no Canadá – muitas das quais estações de rádio não afiliadas à rede (chamadas de "independentes") – desenvolveram uma "fórmula" ou "formato" com programação para audiências segmentadas que consistia em música, notícias, disc jóqueis carismáticos para atrair estritamente um determinado público. Foram os casos, a partir da década de 1960, dos formatos easy listening, que obteve uma posição sólida no rádio FM – um espectro considerado ideal para boa música e escuta de alta fidelidade à medida que crescia em popularidade durante aquele período – e middle of the road (MOR), um termo cunhado pela indústria radiofônica para distinguir as estações de rádio que tocavam canções pop da lista Mainstream Top 40 de outras emissoras cuja programação estava orientada para adolescentes e era dominada pelo rock and roll, gênero musical mais popular do período nos Estados Unidos e que, na realidade, ancorou o primeiro formato de rádio de sucesso chamado Top-40 – cuidadosamente preparado para atrair o público jovem, que era o principal consumidor dos discos vendidos pela indústria fonográfica estadunidense naquela época. Logo, as listas de reprodução tornaram-se fundamentais para a programação e os formatos de rádio, embora o número de registros em uma lista de reprodução realmente dependa do formato.
Em meados da década de 1960, a penetração do rádio FM começou a alcançar paridade com o rádio AM nos Estados Unidos, uma vez que a Federal Communications Commission exigiu que as emissoras AM e FM de sua propriedade fossem programadas separadamente uma da outra. Isso resultou em uma enorme competição entre as estações de rádio nos espectros de AM e FM para se diferenciar tanto para o público quanto para os anunciantes. Foi assim que a indústria radiofônica estadunidense testemunhou uma proliferação de formatos de rádio, que englobava apresentação, programação e público-alvo, bem como repertório. Em poucos anos, as estações de rádio FM estavam fornecendo formatos de programa bastante semelhantes aos de suas estações homólogas AM e seu alcance, em 1970, tinha aumentado para mais de 50% – e alcançado 95% em 1980.
Durante as décadas de 1970 e 1980, os formatos de programação de rádio evoluíram para variações comercialmente bem-sucedidas, por exemplo, os formatos adult contemporary, easy listening, album-oriented rock e urban contemporary, que se difundiram pela grande parte das estações de rádio dos EUA, seja AM e FM. Com o tempo, o rádio FM passou a dominar a programação musical, enquanto o rádio AM mudou para os formatos de notícias (all-news radio), entrevistas e talks shows.

## Formatos principais

### Estados Unidos
Os principais formatos de rádio a seguir e suas respectivas estatísticas foram determinados por uma pesquisa da Arbitron lançada em 2010. Os formatos e subformatos mais populares cobrem uma ampla gama de dados demográficos, revelando o amplo apelo do rádio.
- Adult contemporary – abrange formatos de programação como Classic hits, Hot adult contemporary, Lite adult contemporary, Modern adult contemporary, Oldies, Soft adult contemporary.

- Rock – abrange formatos de programação como Active rock, Adult album alternative, Album-oriented rock, Alternative rock, Classic alternative, Classic rock, Lite rock, Mainstream rock, Modern rock, Progressive rock, Psychedelic rock, Soft rock.
- Country – abrange formatos de programação como Americana, Bluegrass, Classic country, New country/Young country/Hot country, Mainstream country, Traditional country, Regional country(Texas, New Mexico, Oklahoma Red Dirt).
- Urban contemporary – abrange formatos de programação como Classic hip-hop, Quiet storm, Rhythmic adult contemporary, Rhythmic contemporary (Rhythmic Top 40), Rhythmic oldies, Urban contemporary (princiapalmente artistas de rap, hip hop, soul, e contemporary R&B), Urban adult contemporary, R&B (ambos novo e antigo), Urban oldies (às vezes chamado de"classic soul", "R&B oldies", ou "old school"), Soul music.
- Dance / Eletrônica – formato de programação que abrange gêneros da música eletrônica.
- Jazz / Blues / Standards – abrange formatos de programação como Big band,  Blues, Jazz, Smooth jazz, Traditional pop music.
- Easy Listening / New Age – abrange formatos de programação como Adult standards, nostalgia (pré-rock), Beautiful music, Easy Listening, Middle of the road.
- Folk – formato dedicado à Folk music.
- Gospel / Cristã – abrange formatos de programação como Christian music, Christian rock, Contemporary Christian, Praise and Worship, Urban Gospe, Southern Gospel, Traditional hymns.
- Erudito – formato de programação dedicado à música clássica tradicional e contemporânea.
- Rádio falado – abrange formatos de programação não musical como All-news radio, Children's, Christian radio, College radio, Comedy radio, Educational, Ethnic/International, Freeform/Experimental, Full-service (entrevistas e música variada), Old time radio, Paranormal radio shows, Radio audiobooks, Radio documentary, Radio drama, Radio soap operas, Religious radio, Sports, News/Talk, Public talk radio, Hot talk/shock jocks, Weather radio.